# Диоскорея японская
Диоскорея японская (лат. Dioscorea japonica) — вьющееся многолетнее растение семейства Диоскорейные (Dioscoreaceae), произрастающее в Японии (включая острова Рюкю и Бонин), Корее, Китае, Тайване и Ассаме. Клубни употребляются в пищу и известны как восточноазиатский горный ямс, или японский горный ямс.
Диоскорея японская употребляется в пищу, включая её разновидность хинендзё, также известную как дикий ямс, представляет собой разновидность японского ямса, который используется в качестве ингредиента в лапше соба.

## Имена
На японском языке он известен как горный ямс (яп. 山芋 yamaimo).  (яп. 自然薯 Jinenjo, "wild yam") — ещё один вид Dioscorea japonica, произрастающий на полях и в горах Японии.
На китайском языке Dioscorea japonica известна как yě shānyào (野山藥), что переводится на английский как «дикий китайский ямс» или просто «дикий ямс». Другое имя — Rìběn shǔyù (日本薯蕷 ; буквально «японский ямс»).
На корейском это называется чам ма (참마), а также Данг Ма (당마). 

## Описание
Это двудомная травянистая многолетняя лиана с бледно-зеленым стеблем, длиной до 4-х метров, который обвивается вокруг других растений, а надземная часть отмирает в течение одного года. Стебли длинные и редко разветвленные. Листья обычно супротивные, но редко очередные, а листовые пластинки от длиннояйцевидных до треугольно-ланцетных, удлиненно-сердцевидной формы с вогнутым основанием, прикреплены к стеблю длинным черешком.
Сезон цветения — лето. Из пазух листьев образуются от 3 до 5 колосовидных соцветий, несущих белые цветы. Соцветие мужского цветка прямостоячее, соцветие женского цветка поникающее.

Плоды — коробочки, плоские, с тремя большими круглыми ребрами (крыльями), в ширину больше, чем в длину. Каждое ребро содержит одно семя, при созревании стенки отслаиваются, обнажая сплющенное семя. Семена окружены круглыми перепончатыми крыльями толщиной с бумагу и рассеиваются, когда плод раскалывается. Женские растения также способны к вегетативному размножению, осуществляемого при помощи формирующихся в пазухах листьев луковичек(мукаго). Наличие луковичек зависит от разновидности растения.

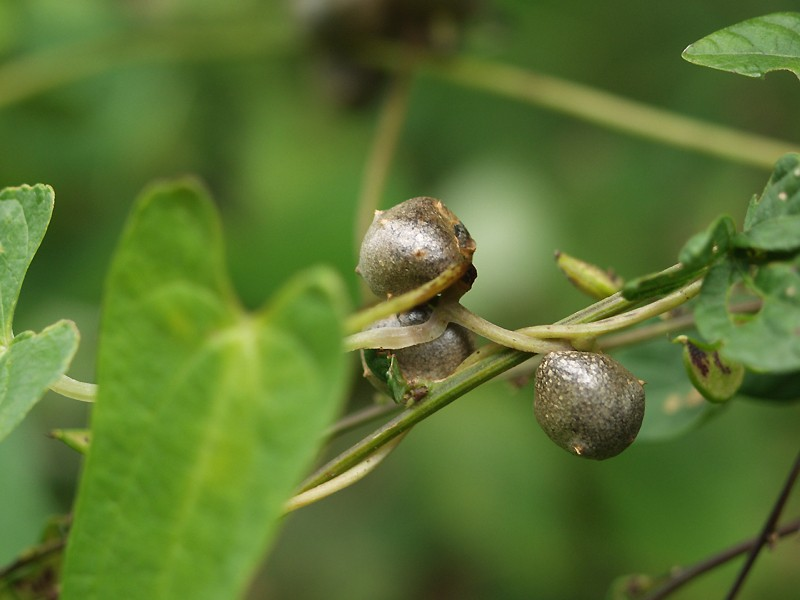
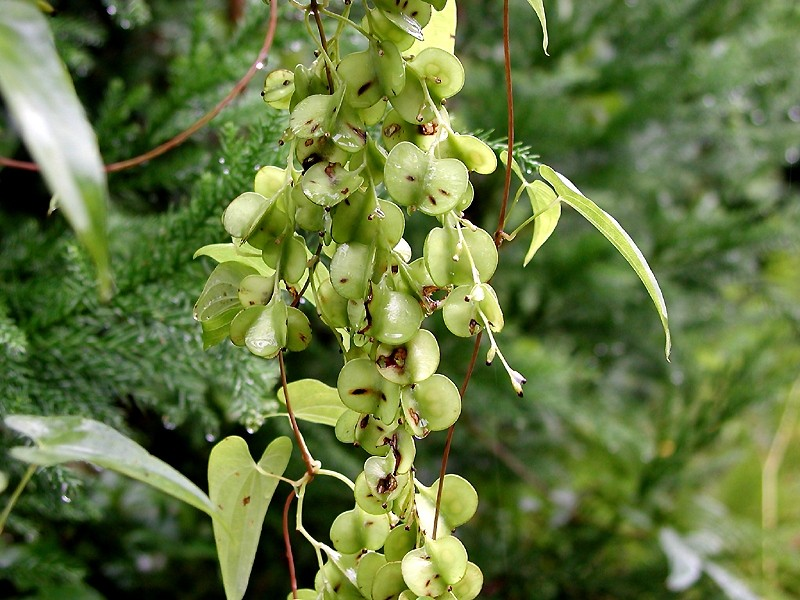
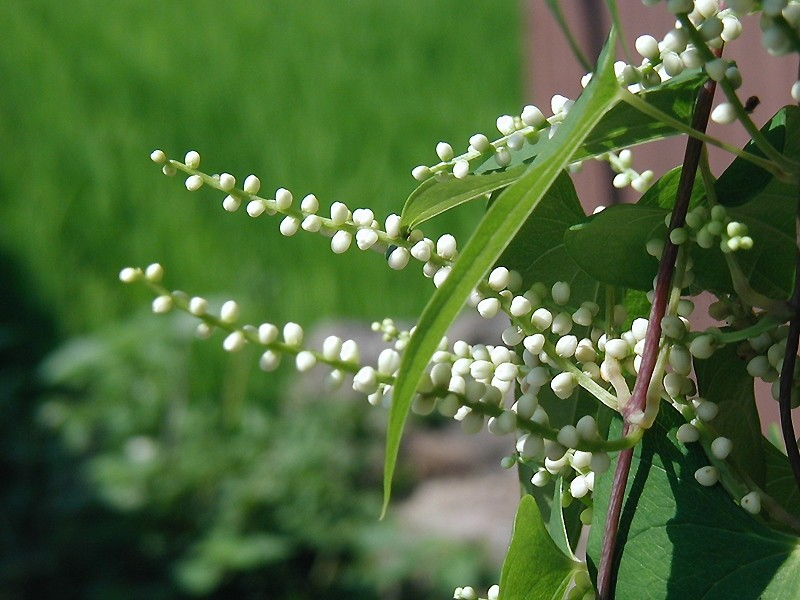

Клубни вертикальные, длинноцилиндрические, до 3 см в диаметре.
Под землей находится столбчатый мясистый ризофор (клубни), который также называют хинэнджо. Он также известен как tororoimo, но мягкая белая часть, которая считается картофелем, ботанически представляет собой особую ткань, называемую танконтай, которая представляет собой нижнюю часть ветки, прикрепленную к основанию стебля. Satsuma imo представляет собой корнеплод с утолщённым корнем, тогда как батат является клубнем, формирующимся из утолщённого стебля. Корневые тела простираются прямо глубоко под землю и могут превышать 1 метр. Ризофоры мельчают по мере роста надземной части и осенью заменяются новыми ризосферами. Мукаго может варьироваться от шаровидных диаметром около 1 см до крупных, достигающих до 3 см в длину.

## Ареал и места произрастания
Родом из Японии, он распространен от юго-западного Хоккайдо до Хонсю, Сикоку, Кюсю и Окинавы, а за границей распространен на Тайване , Корейском полуострове и Китае (Аньхой, Фуцзянь, Гуандун, Гуанси, Восточная и Южная Гуйчжоу, Хубэй, Хунань, Цзянсу, Цзянси, Сычуань, Чжэцзян).
В природе он растет на лесных опушках гор и полей и часто растет вдоль лесных дорог в сатояме и на берегах рек. Предпочитает слегка влажную почву, но редко растет в естественных условиях в густых лесах. В высокогорье не распространен, произрастает на высоте 100—1200 м. Если условия роста подходящие, он будет расти даже в парковых кустарниках.

## Химический состав

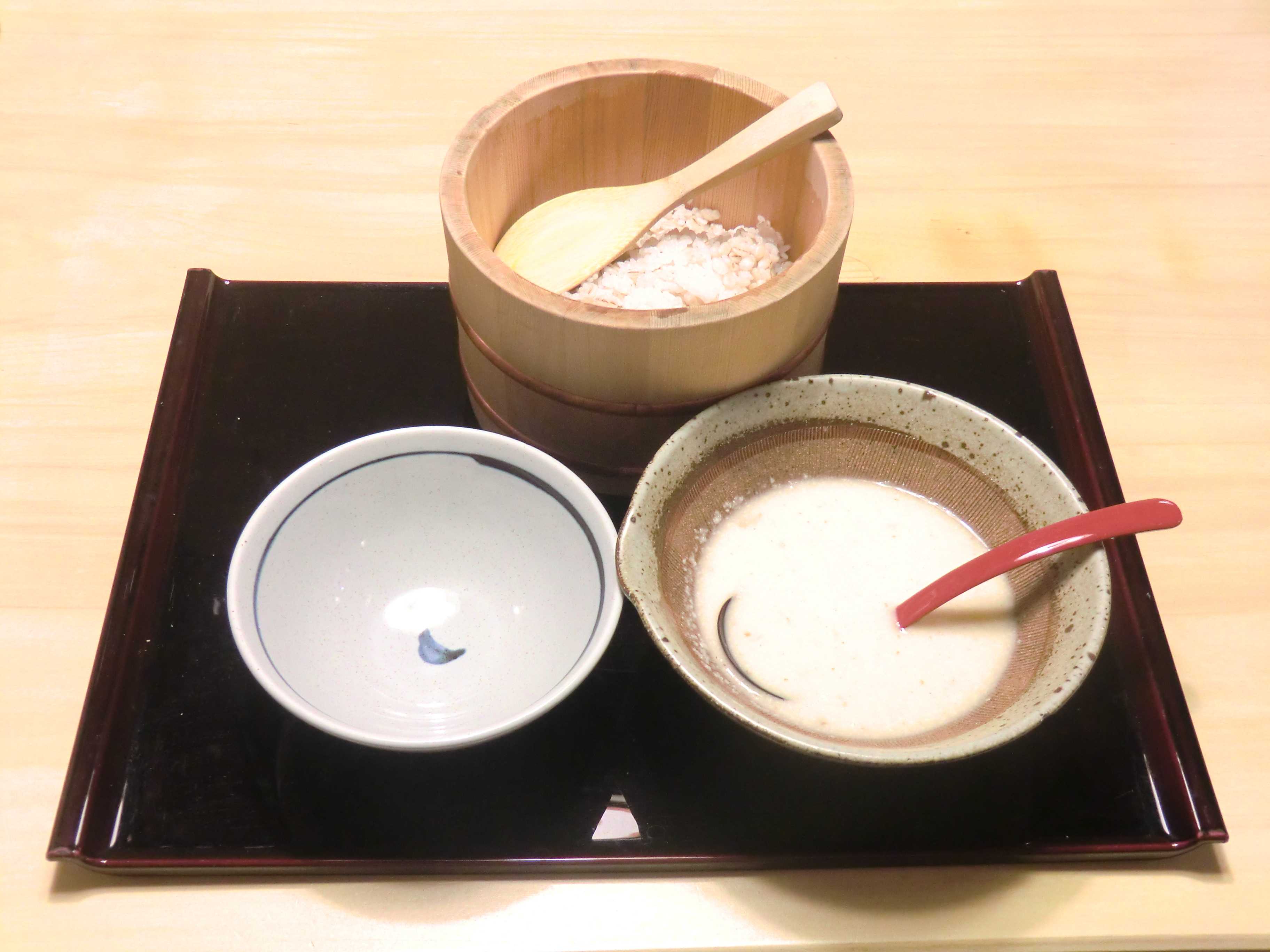
Мугиторо Гохан

Корневища содержат антимутагенные соединения, такие как эвдесмол и паэонол, которые обладают потенциальными лечебными свойствами.

## Разновидности
Выделено несколько ботанических разновидностей, из которых официально признаны четыре:
1. Dioscorea japonica var. japonica[6] — Япония (Рюкю, Огасава́ра), Корея, Тайвань, Китай (Аньхой, Фуцзянь, Гуандун, Гуанси, Гуйчжоу, Хубэй, Хунань, Цзянсу, Цзянси, Сычуань, Чжэцзян)
2. Dioscorea japonica var. nagarum Prain & Burkill — Индия (Ассам)
3. Dioscorea japonica var. oldhamii R.Knuth — Китай (Гуандун, Гуанси), Тайвань
4. Dioscorea japonica var. pilifera — Китай (Аньхой, Фуцзянь, Гуанси, Гуйчжоу, Хубэй, Хунань, Цзянсу, Цзянси, Чжэцзян)

## Использование
В японской кухне как японский ямс, так и представленный китайский ямс взаимозаменяемы в блюдах и рецептах.

## Сбор и выращивание

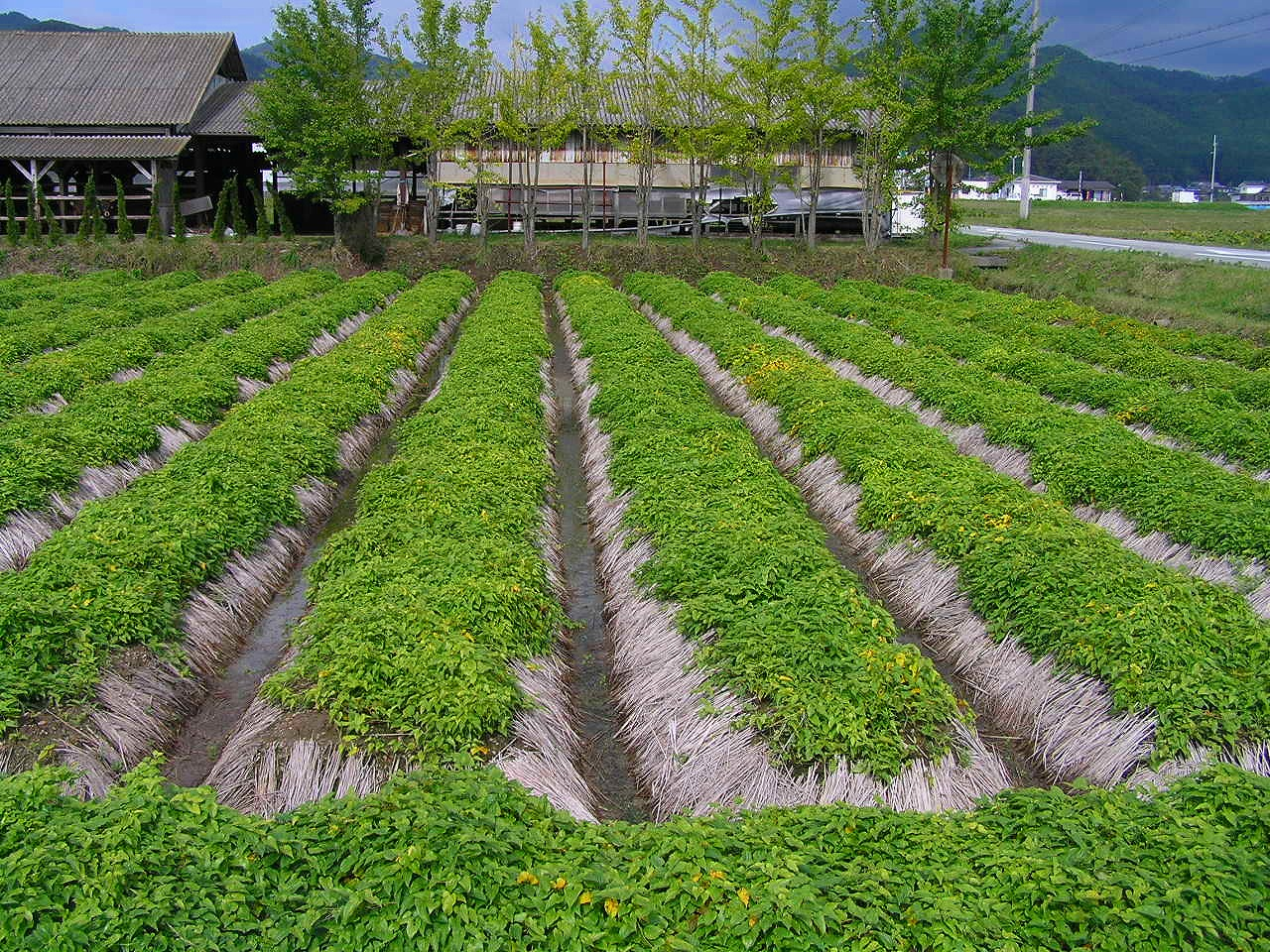
Поле японского ямса

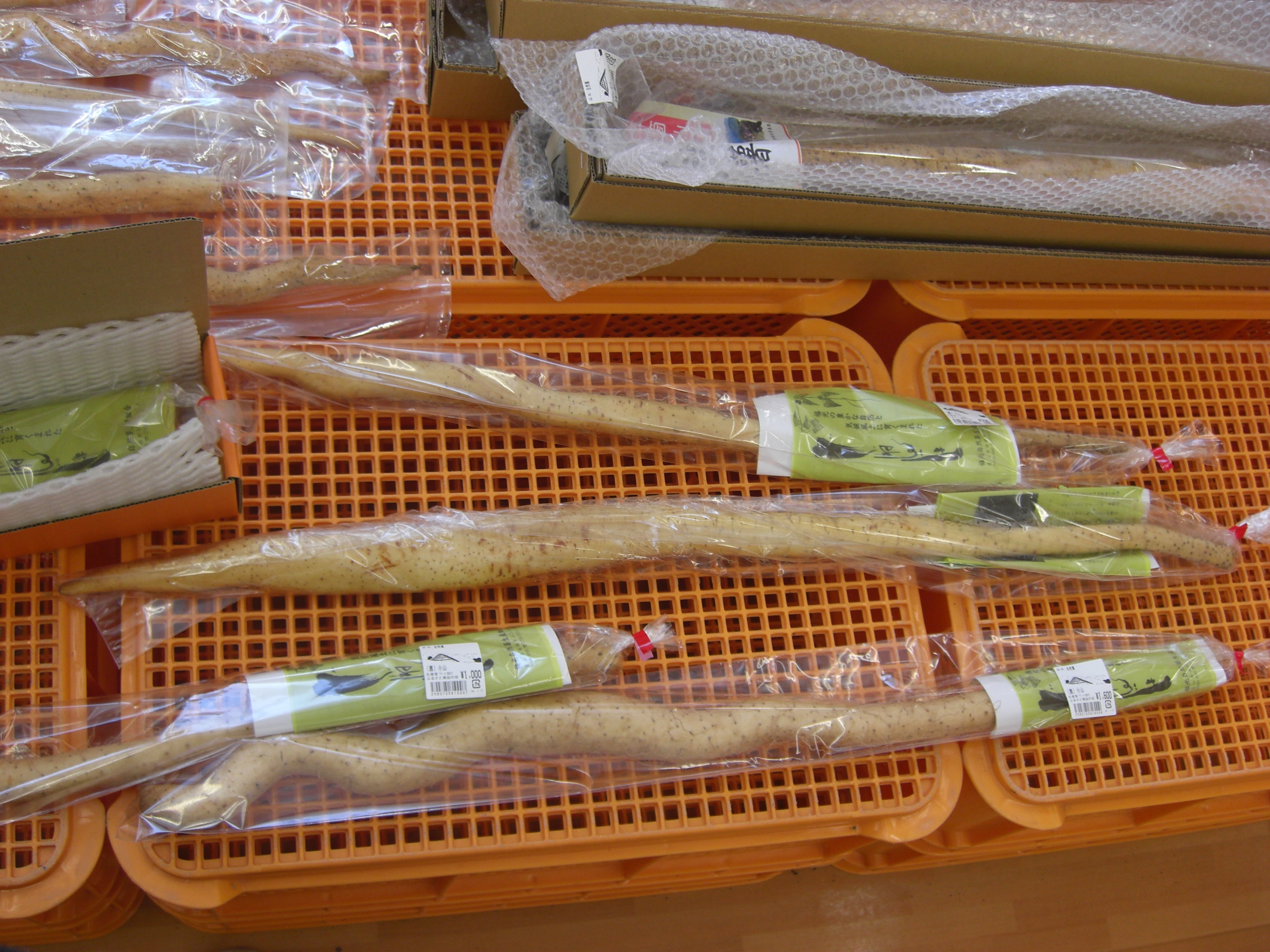

Первоначально дикорос, за которым ходили в горы и выкапывали корневища, вырастающие поздней осенью.
Сезон сбора плодов наступает, когда ботва увядает осенью (примерно в ноябре). Для получения ямса необходимо выкопать глубокую яму. Инструменты для копания представляют собой железные стержни длиной около 1,5 м с уплощенными концами, называемые палками для копания или мотыгами для копания картофеля.
В настоящее время большинство японского ямса культивируется. Чтобы облегчить сбор урожая, его выращивают с использованием длинных тонких хлорвиниловых труб и гофрированных листов. Выкапывание природного ямса (натурального сырого, дикого ямса) иногда запрещается из-за возможного обрушения горных склонов в местах его произрастания.